# Teodor Ioan Sîntu
Teodor Ioan Sîntu (n. 5 ianuarie 1962) este un deputat român în legislatura 1992-1996, ales în județul Bistrița-Năsăud pe listele partidului PUNR. Teodor Ioan Sîntu a fost validat pe data de 11 februarie 1993, când l-a înlocuit pe deputatul Vasile Ene. 